# 热瓦克佛寺遗址
热瓦克佛寺遗址（拉丁维文：Rawak，译为亭台楼阁）也称拉瓦克、洛瓦克、姚瓦克，是坐落于新疆维吾尔自治区和田地区洛浦县的唯一一处具有健驮逻国建筑风格的于阗佛教文化遗址。

## 地理信息

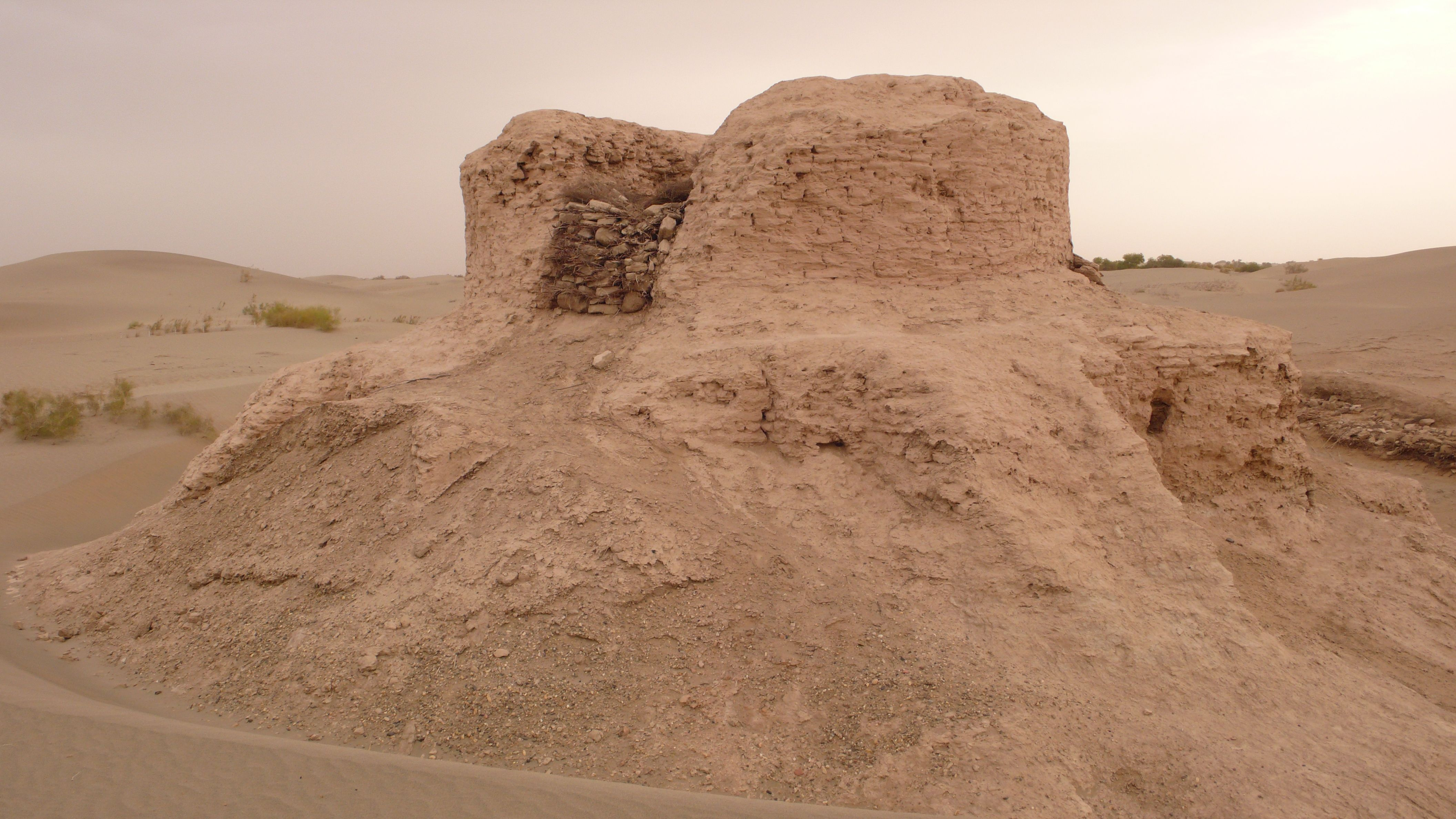
2009年的热瓦克佛寺遗址（1）

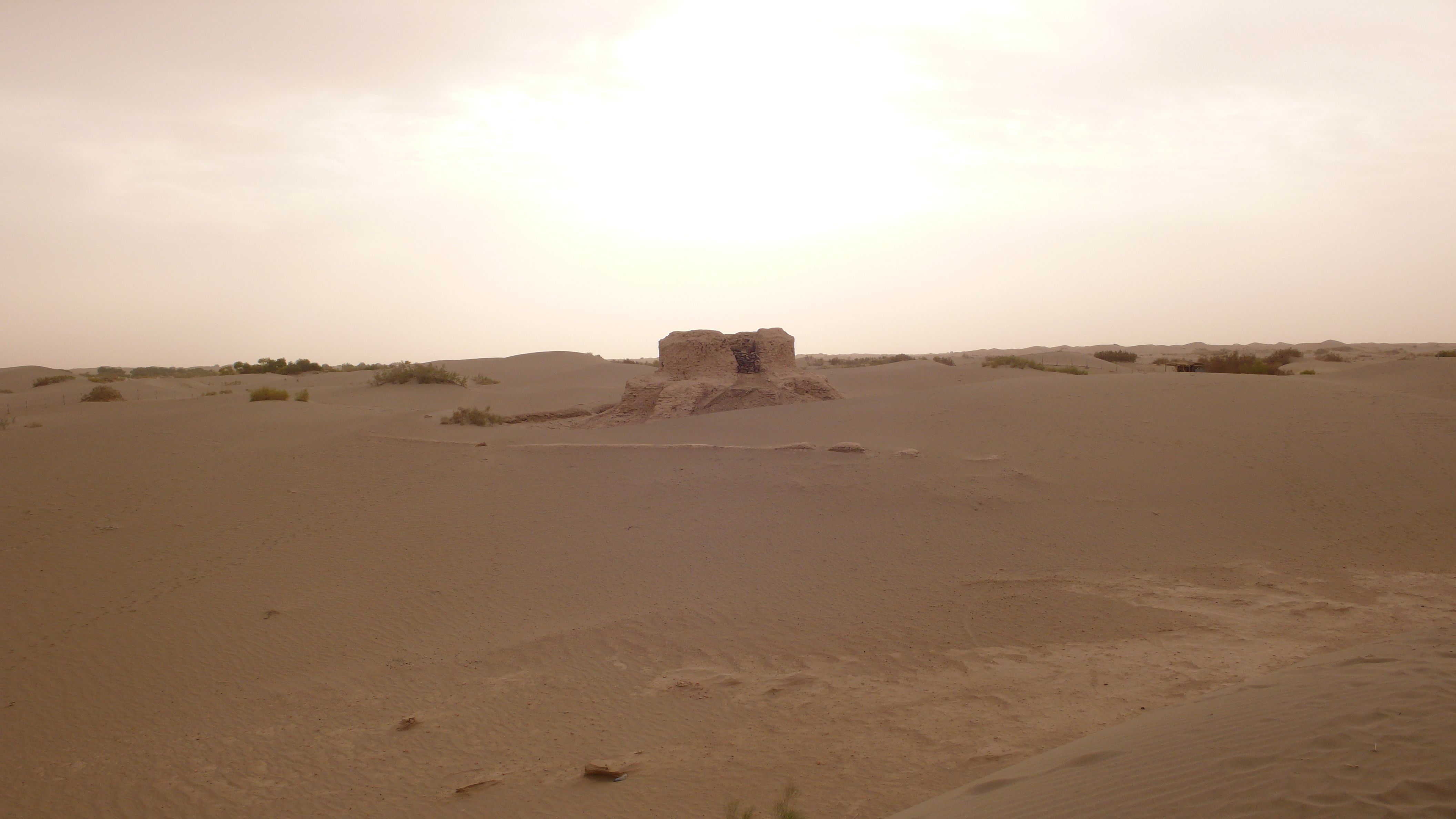
2009年的热瓦克佛寺遗址（2）

热瓦克佛寺遗址的西南方向50千米的地方便是和田地区洛浦县。地处玉龙喀什河的东边，塔克拉玛干沙漠的西、南方向和吉雅乡北部。海拔约为1290米。座落于古丝绸之路的于阗。

## 简介

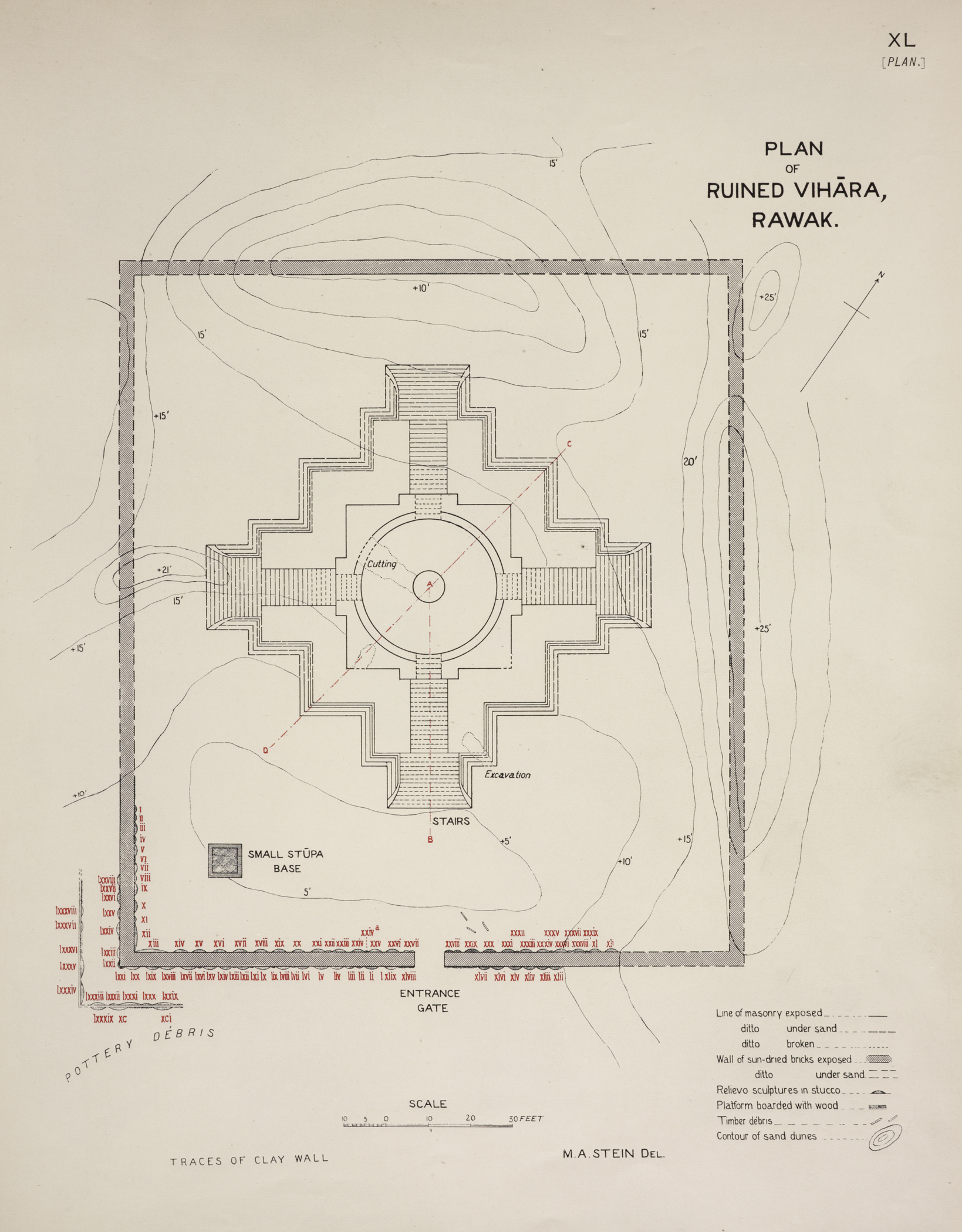
热瓦克佛寺遗址俯视图

热瓦克佛寺遗址是一座以覆钵式窣堵坡为中心的佛教建筑。也是和田地区唯一保存较好的健驮逻国建筑风格佛塔。该佛塔座落在一个长约50米，宽约43米的长方形庭院内的一处高约5米的十字形台基上，保留10米高，大概23米宽的覆钵式基座。这种风格非常接近于阿富汗巴米扬大佛。塔顶有直径约为2米的坑并在东南和西北有滑坡导致的缺口。庭院的西墙已被沙土掩埋，南墙风化严重。东西墙保存较好分别长约49米、46米，墙高近3米，顶宽不足1米。院墙内侧有大量赭色为主的壁画、具有明显健驮逻国风格的红胶泥塑等佛教遗迹，但因自然环境，很多以风化毁坏。热瓦克佛寺是很多中国佛塔样式的原形。

## 历史
关于该寺的兴废年代，暂无史料可考，有中国学者认为兴废年代大概在公元4世纪中叶至7世纪中叶，也有学者认为认为始建于晋唐时期。在国外研究中，根据其建筑风格，类似于贵霜帝国时期的巴尔赫迦腻色迦佛塔 。也有学者根据所发现的钱币，长方形走廊和拱顶高出的储藏室等特点认为其时代应在公元400至500年。斯坦因则认为该佛寺时代为在第三世纪末至第四世纪初。关于佛寺的荒废，中国社会科学院地理研究所的王守春认为该遗址荒废的原因可能是河流改道的结果，但孙斌则不认同此观点并认为遗址主要荒废原因是宗教战争所导致劳动力不足使得该遗址遭到遗弃。

## 发掘历史

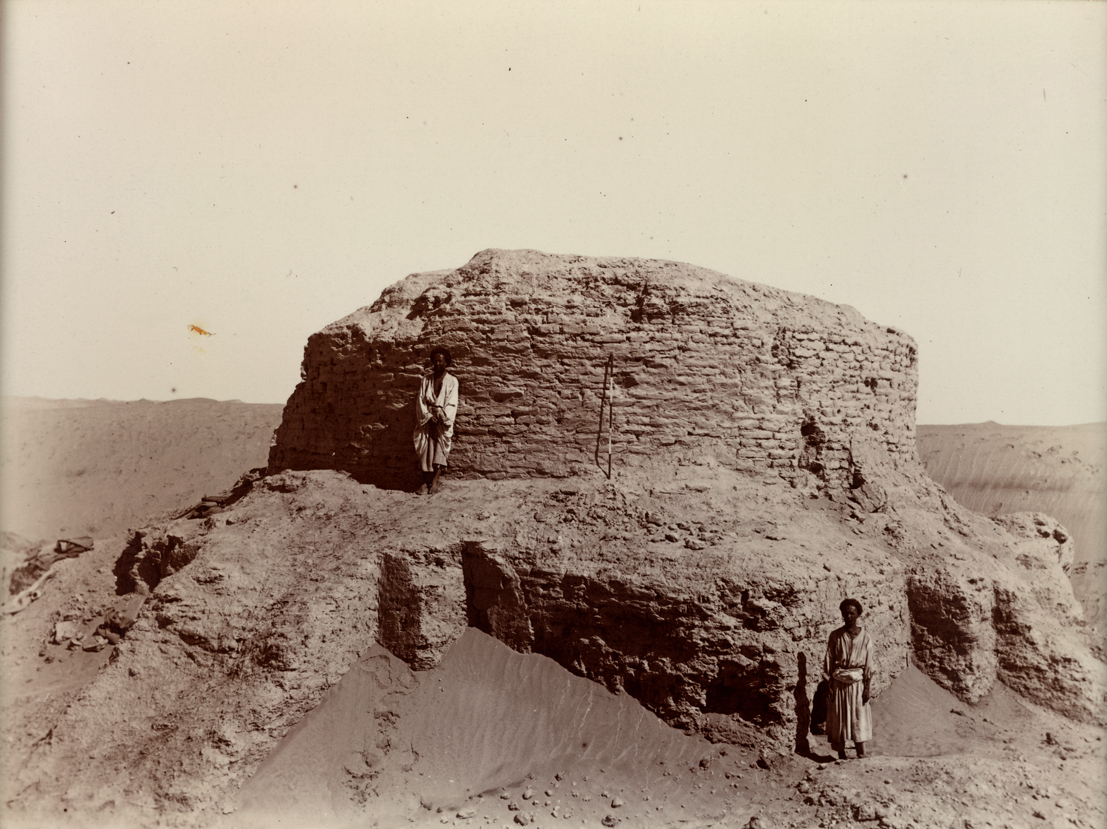
斯坦因所摄热瓦克佛寺遗址

- 1901年4月，匈裔英国考古学家斯坦因对热瓦克遗址进行了发掘，并发现了佛塔并称之为“迄今为止我在现存的废墟中看到的和田地区最宏伟的建筑物（by far the most imposing structure I had seen among the extant ruins of the Khotan region）”[15] 。
- 1906年9月，斯坦因再次对热瓦克进行发掘并发现此地遭到许多寻宝者的破坏。除此之外核对了之前的图纸[9][16]。并出土了91尊大型佛像和供奉在主要雕像千的小像[10]。其中部分藏于大英博物馆[17]。
- 1928年，德国人椿克尔（Emil Trinkler）在未获得当局的同意下，对热瓦克遗址进行考察，虽遭到当局组织但仍然将出土的文物带回德国，1930年，部分文物被大都会艺术博物馆收藏，其余的部分现存德国不来梅海外博物馆[9][18]。
- 1929年6月，中国考古学家黄文弼跟随斯文·赫定领队的中瑞考察队对此地进行考察。在其著作《塔里木盆地考古记》中提及。

|                            | 次日，由达坂西行，约二十余里，至姚瓦克，为一庙基。有塔高十余丈，中空，上圆下方，为土坯所砌。东西有角可入，饶以为墙，围墙高三尺许。在此遗存泥塑残件甚多，为今德国人椿克尔所盗掘者也。 |
| ——黄文弼，塔里木盆地考古记 | |

- 1942年，洛浦县当局从此地出土3尊涂金塑像、20尊完整泥塑像和数量不等的五铢钱、珠子等文物。这些文物现下落不明[9]。
- 1992年，“20世纪西域研究”国际考察队重新对此地进行考察[9]。

## 危害、保护及现状
热瓦克佛寺现在面对着不同种病害的侵袭，其中包括风蚀、水蚀、裂隙发育、盗洞扩张等。2001年，热瓦克佛寺遗址成为第五批全国重点文物保护单位。2007年，新疆文物保护部门开始对其进行抢救性保护加固。2010年，热瓦克佛寺遗址准备修建保护棚。2012年，国家文物局原则同意《热瓦克佛寺遗址保护规划》。2010年，洛浦县已开始修建栈道，准备将热瓦克佛寺遗址开发成景区。2016年，部分出土文物参展了故宫博物院举办的“梵天东土 并蒂莲华”雕塑艺术展。